# Spartas kungar
Sparta var en viktig grekisk stadsstat på Peloponnesos. Den var ovanlig bland de grekiska städerna i det att den fortsatte att vara monarki även efter den archaiska tiden. Dessutom var den ytterligare ovanlig på så vis, att den hade två kungar samtidigt, från två olika dynastier. Enligt traditionen härstammade de två linjerna, Agiaderna och Eurypontiderna, från tvillingarna Eurysthenes (Agiaderna) och Prokles, Herakles ättlingar, som skall ha erövrat Sparta två generationer efter trojanska kriget. Trots att det finns kungalängder över tidigare kungar av Sparta finns mycket få bevis för kungar där före mitten av 500-talet f.Kr.
Anledningen till att man hade två kungar var, att staten inte skulle vara helt handikappad, om den ene stupade i strid.

## Spartas kungar
| - Eurysthenes ? - cirka 930 f.Kr. - Agis I cirka 930 - cirka 900 f.Kr. - Echestratos cirka 900 - cirka 870 f.Kr. - Leobotes cirka 870 - cirka 840 f.Kr. - Dorissos cirka 840 - cirka 820 f.Kr. - Agesilaios I cirka 820 - cirka 790 f.Kr. - Archelaos cirka 790 - cirka 760 f.Kr. - Teleklos cirka 760 - cirka 740 f.Kr. - Alkamenes cirka 740 - cirka 700 f.Kr. - Polydoros cirka 700 - cirka 665 f.Kr. - Eurykrates cirka 665 - cirka 640 f.Kr. - Anaxandros cirka 640 - cirka 615 f.Kr. - Eurykratides cirka 615 - cirka 590 f.Kr. - Lindios cirka 590 - 560 f.Kr. - Anaxandridas II cirka 560 - cirka 520 f.Kr. - Kleomenes I cirka 520 - cirka 490 f.Kr. - Leonidas I cirka 490 - 480 f.Kr. - Pleistarchos 480 - cirka 459 f.Kr. - Pleistoanax cirka 459 - 409 f.Kr. - Pausanias 409 - 395 f.Kr. - Agesipolis I 395 - 380 f.Kr. - Kleombrotos I 380 - 371 f.Kr. - Agesipolis II 371 - 370 f.Kr. - Kleomenes II 370 - 309 f.Kr. - Areios I 309 - 265 f.Kr. - Akrotatos 265 - 262 f.Kr. - Areios II 262 - 254 f.Kr. - Leonidas II 254 - 235 f.Kr. - Kleomenes III 235 - 222 f.Kr. | - Prokles - cirka 930 f.Kr. - Soos ? - cirka 890 f.Kr. - Eurypon cirka 890 - cirka 860 f.Kr. - Prytanis cirka 860 - cirka 830 f.Kr. - Polydektes cirka 830 - cirka 800 f.Kr. - Eunomos cirka 800 - cirka 780 f.Kr. - Charilaios cirka 780 - cirka 750 f.Kr. - Nikandros cirka 750 - cirka 720 f.Kr. - Theopompos cirka 720 - cirka 675 f.Kr. - Anaxandridas I cirka 675 - cirka 645 f.Kr. - Zeuxidamas cirka 645 - cirka 625 f.Kr. - Anaxidamos cirka 625 - cirka 600 f.Kr. - Archidamos I cirka 600 - cirka 575 f.Kr. - Agasikles cirka 575 - cirka 550 f.Kr. - Ariston av Sparta cirka 550 - cirka 515 f.Kr. - Demaratos cirka 515 - cirka 491 f.Kr. - Leotychidas cirka 491 - 469 f.Kr. - Archidamos II 469 - 427 f.Kr. - Agis II 427 - 401/400 f.Kr. - Agesilaios II 401/400 - 360 f.Kr. - Archidamos III 360 - 338 f.Kr. - Agis III 338 - 331 f.Kr. - Eudamidas I 331 - cirka 305 f.Kr. - Archidamos IV cirka 305 - cirka 275 f.Kr. - Eudamidas II cirka 275 - cirka 245 f.Kr. - Agis IV cirka 245 - 241 f.Kr. - Eudamidas III 241 - 228 f.Kr. - Archidamos V 228 - 227 f.Kr. - Eukleidas 227 - 221 f.Kr. (Eucleidas var egentligen av den agiadiska dynastin - hans bror Kleomenes III avsatte sin eurypontidiske kollega och insatte sin bror som medregent). |

## Efter Sellasia
Efter Kleomenes III:s nederlag vid Sellasia mot Antigonos III Doson av Makedonien och det achaiska förbundet började det spartanska systemet brytas ner. Sparta var republik från 221 till 219 f.Kr.
- Agesipolis III (Agiad) 219 - 215 f.Kr. - Spartas siste agiadiske kung.
- Lykurgos (Eurypontid) 219 - 210 f.Kr.
- Machanidas (tyrann) 210 - 207 f.Kr.
- Pelops (Eurypontid) 210 - 206 f.Kr. - den siste kungen av de gamla dynastierna, motståndare till Machanidas.
- Nabis (usurpator) 206 - 192 f.Kr.

Det achaiska förbundet annekterade Sparta 192 f.Kr.